# Mikroregion Malá Haná
Mikroregion Malá Haná je svazek obcí v okresu Blansko, jeho sídlem jsou Cetkovice a jeho cílem je regionální rozvoj obecně, cestovní ruch a životní prostředí. Sdružuje celkem 9 obcí a byl založen v roce 2001.

## Obce sdružené v mikroregionu
- Borotín
- Cetkovice
- Malá Roudka
- Světlá
- Šebetov
- Vanovice
- Velké Opatovice
- Uhřice
- Úsobrno